# Dimos Livadeia
Dimos Livadeia (Livadeia) är en kommun i Grekland.   Den ligger i prefekturen Nomós Voiotías och regionen Grekiska fastlandet, i den centrala delen av landet, 90 km nordväst om huvudstaden Aten. Antalet invånare är 36 086.